# 希雷 (波爾塔瓦州)
49°41′30″N 34°43′0″E / 49.69167°N 34.71667°E
什利（羅馬化：Shyly）是烏克蘭的村落，位於該國中部波爾塔瓦州，由波爾塔瓦區負責管轄，處於斯溫基夫卡河左岸，距離夏海雷4公里，海拔高度101米，2001年人口107。